# Innviertel

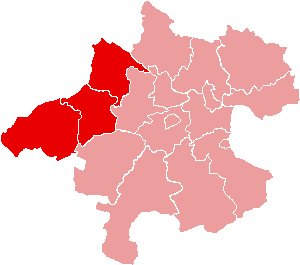
Mapa Innviertel

Innviertel, Innkreis (region rzeki Inn) – tereny Górnej Austrii, które monarchii habsburskiej przypadły na skutek wojny o sukcesję bawarską toczącej się w latach 1778–1779. Największym miastem jest Braunau am Inn, drugim Ried im Innkreis. Powierzchnia regionu wynosi około 2250 km², a liczba mieszkańców niecałe 215 tysięcy.
Z rejonów tych wywodzi się wielu znanych Austriaków: pisarz Richard Billinger, Franz Xaver Gruber, Adolf Hitler, Franz Jägerstätter, Ernst Kaltenbrunner, Anton Zeilinger, Rudi i Willi Schneider, pisarze Franz Stelzhamer i Friedrich Ch. Zauner, rzeźbiarz Thomas Schwanthaler.